# Ernst Beißner
Ernst Friedrich Beißner (* 15. April 1902 in Hattingen an der Ruhr; † unbekannt) war ein deutscher SA-Führer.

## Leben und Wirken

### Frühe Jahre (1902 bis 1933)
Ernst Beißner wurde als Sohn des Kaufmanns Carl August Beißner (* 24. Oktober 1866 in Grossenwieden, Schaumburg) und der Maria Pauline Eleonore Benzenberg (* 15. August 1870 in Wuppertal-Elberfeld) geboren. Nach dem Besuch der Volksschule und des Realgymnasiums in Hattingen, wo er das Abitur ablegte, absolvierte Beißner eine zweijährige kaufmännische Lehre im Textilwarenbereich.
Im Anschluss an ein dreimonatiges Bankvolontariat trat er in das Einzelhandelsgeschäft seines Vaters ein, in dem er vom 1. April 1923 bis zum 15. August 1933 als Geschäftsführer agierte. Gleichzeitig betätigte er sich vom 1. Februar 1925 bis 30. September 1933 als staatlicher Lotterieeinnehmer. Seit dem 15. August 1933 war er hauptberuflicher SA-Führer.
Am 3. Januar 1929 heiratete Beißner in erster Ehe. Seine Frau starb bereits am 21. April 1930 bei der Geburts des Sohnes Ernst Jürgen. Beißners zweite Eheschließung folgte am 11. Januar 1935. Aus der Ehe mit Johanna Auguste Friederike (* 3. November 1906 in Haspe) gingen die beiden Söhne Karl Alfred (* 21. März 1938) und Ralf Frank (* 20. September 1942) und die Tochter Bärbel (7. März 1940) hervor.

### Karriere in NSDAP und SA in der Weimarer Republik (1927 bis 1933)
Zum 27. Januar 1927 trat Beißner in die NSDAP ein (Mitgliedsnummer 55.587). In der Partei fungierte er vom 1. November 1930 bis zum 15. Februar 1932 als Kassenwart der Ortsgruppe Hattingen. Vom 1. September 1931 bis zum 15. Februar 1932 übernahm er die Ämter des stellvertretenden Ortsgruppen- und des Propagandaleiters der Ortsgruppe Hattingen. Vom 1. September 1931 bis zum 1. Dezember 1931 war er außerdem Propagandaleiter des Kreises Ennepe-Ruhr.
Am 1. Januar 1931 trat Beißner in Hattingen in die SA ein. Vom 1. Juli 1931 bis 30. November 1932 Geldverwalter der SA-Untergruppe Westfalen Süd. Am 1. Dezember 1932 wurde er von Ernst Röhm zum Geldverwalter der SA-Gruppe Westfalen ernannt, ein Amt, das er bis zum 15. August 1933 ausüben sollte.

### Zeit des Nationalsozialismus
Am 15. August 1933 wurde Beißner zum Gruppengeldverwalter der SA-Gruppe Westfalen bestellt. Aufgrund des Führerbefehls Nr. 25 vom 1. April 1934 wurde er unter Beförderung zum Verwaltungsoberführer der SA zum Führer der Verwaltungsdienststelle der SA-Obergruppe X ernannt, was er bis zum 30. September 1934 blieb. Während der Röhm-Affäre vom Frühsommer 1934 wurde Beißner verhaftet, aber nicht erschossen.
Durch den Führerbefehl 27 vom 1. Oktober 1934 wurde Beißner zum Führer der Verwaltungsdienststelle (Kassenwalter) der SA-Gruppe Sachsen ernannt, was er bis zum 11. Februar 1940 blieb. Außerdem wurde er SA-Brigadeführer in Dresden. Am 12. Februar 1940 folgte die Ernennung zum Reichskassenverwalter. Dieses Amt sollte er bis zum 30. April 1940 beibehalten. In der Zeit vom 1. Mai 1940 bis zum 31. Dezember 1940 war er Abteilungschef (Chef Amtes Geldwirtschaft) in der Obersten SA-Führung in München. Am 1. Januar 1941 wurde Beißner unter Enthebung von seiner bisherigen Dienststellung zum Amtschef im Hauptamt Verwaltung der Obersten SA-Führung ernannt (Führerbefehl 76).
Am 10. April 1938 wurde Beißner erfolglos in der „Liste des Führers zur Wahl des Großdeutschen Reichstages“ nominiert.
Beißner, der am 16. Dezember 1937 aus der evangelischen Kirche austrat, war des Weiteren Kreisleiter im Kampfbund für den Gewerblichen Mittelstand und Träger der Dienstauszeichnungen der NSDAP in Bronze und Silber, des Goldenen Parteiabzeichens (Nr. 55.587, erhalten am 14. April 1934), der Ostmarkbefreiungsmedaille, der Sudetenbefreiungsmedaille. Er nahm ferner an den Reichsparteitagen von 1934, 1936, 1937 und 1938 und am Untergruppenaufmarsch Westfalen am 9. Juli 1933 in Dortmund teil.
Nachdem er 1940 und 1941 unabkömmlich gestellt worden war, wurde Beißner am 24. Mai 1943 zur Heimatflak einberufen. Vom 24. Mai bis zum 6. Juni 1943 nahm er am Ausbildungslehrgang für die Heimatflak in München teil.

## SA-Beförderungen
Allgemeine SA:
- 1. Dezember 1932 Standartenführer
- 1. April 1934 Oberführer
- 1. Mai 1937 Brigadeführer (Führerbefehl 52)
- 30. Januar 1941 Gruppenführer (Führerbefehl 77)

SA-Verwaltung:
- 1. November 1931 Untergruppenverwalter (auf Verfügung Ernst Röhms)
- 1. Dezember 1932 Gruppengeldverwalter (auf Verfügung Ernst Röhms)

## Archivalien
- SA-Unterlagen von Ernst Beißner (Bundesarchiv Lichterfelde, SA 4000, Film 35).